# Austin Peay
Austin Peay (1 de junho de 1876 – 2 de outubro de 1927) foi um político americano, o 35.º Governador do Tennessee, com mandato de 1923 até 1927. Ele foi o primeiro governador do estado desde a Guerra Civil Americana que exerceu três mandatos consecutivos e um dos primeiros a morrer no cargo. Antes de sua eleição como governador, ele exerceu dois mandatos na Câmara dos Representantes do Tennessee, com mandato de 1901 até 1905.
Amplamente considerado um dos governadores mais eficazes do Tennessee, Peay promulgou numerosas reformas de governo. Ele consolidou as agências governamentais, reviu o código tributário, melhorou as escolas estaduais, significativamente expandiu o sistema de rodovias do Estado e converteu a grande dívida do estado em um superávit orçamentário. Ele também criou o primeiro parque no estado do Tennessee e prestou apoio do estado para o estabelecimento do Great Smoky Mountains National Park. Durante seu mandato, as forças políticas do estado mudaram do legislativo para o governador.
Em 1925, Peay sancionou uma lei, conhecida como o ato de Butler, que barrou o ensino da teoria da evolução nas escolas públicas. A promulgação desta lei levou ao julgamento de John T. Scopes, ocorrida nesse mesmo ano.

## Início de vida
Peay nasceu no Condado de Christian, Kentucky, filho de Austin Peay, um fazendeiro e Cornelia (Leavell) Peay. Frequentou a Washington and Lee University, em Lexington, Virginia e o Centre College em Danville, Kentucky, antes de mudar-se para Clarksville, Tennessee, para advogar. Ele possuía pouco dinheiro quando casou com a Sallie Hurst em Clarksville em 1895.
Em 1900 Peay foi eleito para representar a sede do Condado de Montgomery na Câmara dos Representantes do Tennessee. Durante seu primeiro mandato, ele propôs uma medida antitruste, que foi rapidamente encerrada em uma Comissão. Sua reputação entre os colegas democratas melhorou durante o segundo mandato, então foi eleito Presidente do Comitê democrata do Tennessee em 1905.
Em 1908 Peay comandou a campanha de reeleição bem sucedida do governador Malcolm R. Patterson. Em outubro do mesmo ano, parceiros de sua campanha para Peay, Duncan Cooper e seu filho, Robin Cooper, envolveram-se em um tiroteio em Nashville que resultou na morte de Edward W. Carmack, inimigo político de Patterson. Os Coopers tinham procurado Peay naquela manhã para acompanhá-los até a cidade, e haviam encontrado ele, sem dúvida estava presente quando ocorreu o tiroteio. Após este incidente, Peay retirou-se da política do Estado e voltou para seu escritório de advocacia em Clarksville.

## Governador do Tennessee
Em 1918 Peay voltou para políticas para disputar a nomeação do Partido Democrata para o governador, com esperanças de suceder o governador em fim de mandato, Tom Rye, que não iria disputar a reeleição. Seu oponente, Albert H. Roberts, tinha o apoio de E. B. Stahlman editor do Nashville Banner e do líder político de Memphis E. H. Crump e derrotou Peay nas primárias por 12.000 votos.
Em 1922, Peay buscou novamente a nomeação de seu partido para governador. Crump e Stahlman apoiaram o já envelhecido ex-governador Benton McMillin para a nomeação, embora Peay tivesse o apoio do rival de Stahlman, o editor Luke Lea do Nashville Tennessean e do magnata mercantil Clarence Saunders de Memphis. Após uma árdua campanha, Peay derrotou McMillin para a nomeação, com 63.940 votos sobre 59.922. Enfrentou o carismático republicano em fim de governo Alfred A. Taylor nas eleições gerais, Peay percorreu o estado, fazendo contundentes comícios de duas horas, ao contrário das aparições divertidas e teatrais de Taylor. No dia da eleição, ele derrotou Taylor 141.002 votos para 102.586.
Quando Peay assumiu o cargo, o Tennessee estava enfretando uma dívida pública de US $3 milhões e um código de impostos desatualizado que dependia essencialmente do imposto de propriedade. O estado tinha apenas 244 de cerca dos 393 km de estradas pavimentadas e algumas pontes, seu sistema de ensino possuía falhas que o deixava em último em várias categorias. As funções do governo estadual foram dispersas em sessenta e quatro departamentos, muitos dos quais o governador possuía pouco controle.
Após sua posse no início de 1923, Peay convenceu o legislativo para aprovar a lei de reforma administrativa, que lhe permitiu fazer muitas outras posteriores. A medida consolidou os sessenta e quatro departamentos do estado em oito departamentos centralizados: Finanças e tributação (atual departamento de receita do Tennessee), agricultura, rodovias e obras públicas (atual Tennessee Department of Transportation), educação, saúde, instituições (atual departamento de correção do Tennessee), trabalho (atual Ministério do trabalho e desenvolvimento da força de trabalho do Tennessee), seguros, bancário (atual departamento de instituições financeiras do Tennessee). Cada novo departamento foi chefiado por um Comissário, que respondia diretamente ao governador, os quais o governador tinha o poder de contratar e demitir. A medida também deu o controle do governador sobre o orçamento de estado.
Para atualizar o antigo código de impostos do Estado, Peay assinou medidas de redução de impostos de propriedade ao colocar novos impostos sobre os lucros das empresas. Ele ganhou reputação como um "cão de guarda" do orçamento, seguindo uma rigorosa política de projetos com financiamento disponível em oposição as antigas emissões de títulos de dívida pública. Em seu terceiro mandato, a dívida de US $3 milhões do Estado havia se tornado um superávit de $1,2 milhões.
Para expandir o sistema de rodovias do Estado, Peay nomeou o engenheiro especiliasta James G. Creveling como seu Comissário de rodovias e obras públicas. Implementou um imposto de 2% sobre a gasolina e taxas de registro de automóveis para financiar a construção de estradas novas. No momento da morte do Peay em 1927, as rodovias do Tennessee expandiram-se de apenas 244 km (km 393) para mais de 4.000 milhas (6.400 quilômetros), incluindo uma estrada conectando Memphis e Bristol em lados opostos do estado. Dezessete novas pontes foram construídas também.
Na disputa para governador de 1924, Clarence Saunders, um apoidor essencial de Peay em 1922, estava em dificuldades financeiras e não pôde ajudar no esforço de reeleição de Peay. Este obteve o apoio de Crump, no entanto, prometendo criar uma nova escola de medicina da Universidade de Tennessee em Memphis. Stahlman se recusou a apoiar novamente o candidato Lea, no entanto, apoiou o candidato marginal John R. Neal. Depois de derrotar facilmente o Neal na primária, Peay derrotou o candidato republicano, Thomas Peck, com 152.000 votos sobre 121.238, nas eleições gerais.
No início de seu segundo mandato, Peay voltou-se para a reforma do ensino, adotando o Education Act de 1925. Ele expandiu o ano letivo para oito meses (financiados por um novo imposto sobre o tabaco), estabeleceu requisitos de licenciamento, horários e salários para professores e aumentou o financiamento para a Universidade de Tennessee. Durante seu mandato, o sistema de escola do estado começou a afastar-se de escolas rurais de sala única para novas escolas maiores, mais centralizadas. O estado também autorizou a criação de uma escola normal (atualmente Austin Peay State University) em Clarksville e um Instituto agrícola (autal University of Tennessee at Martin) em Martin.

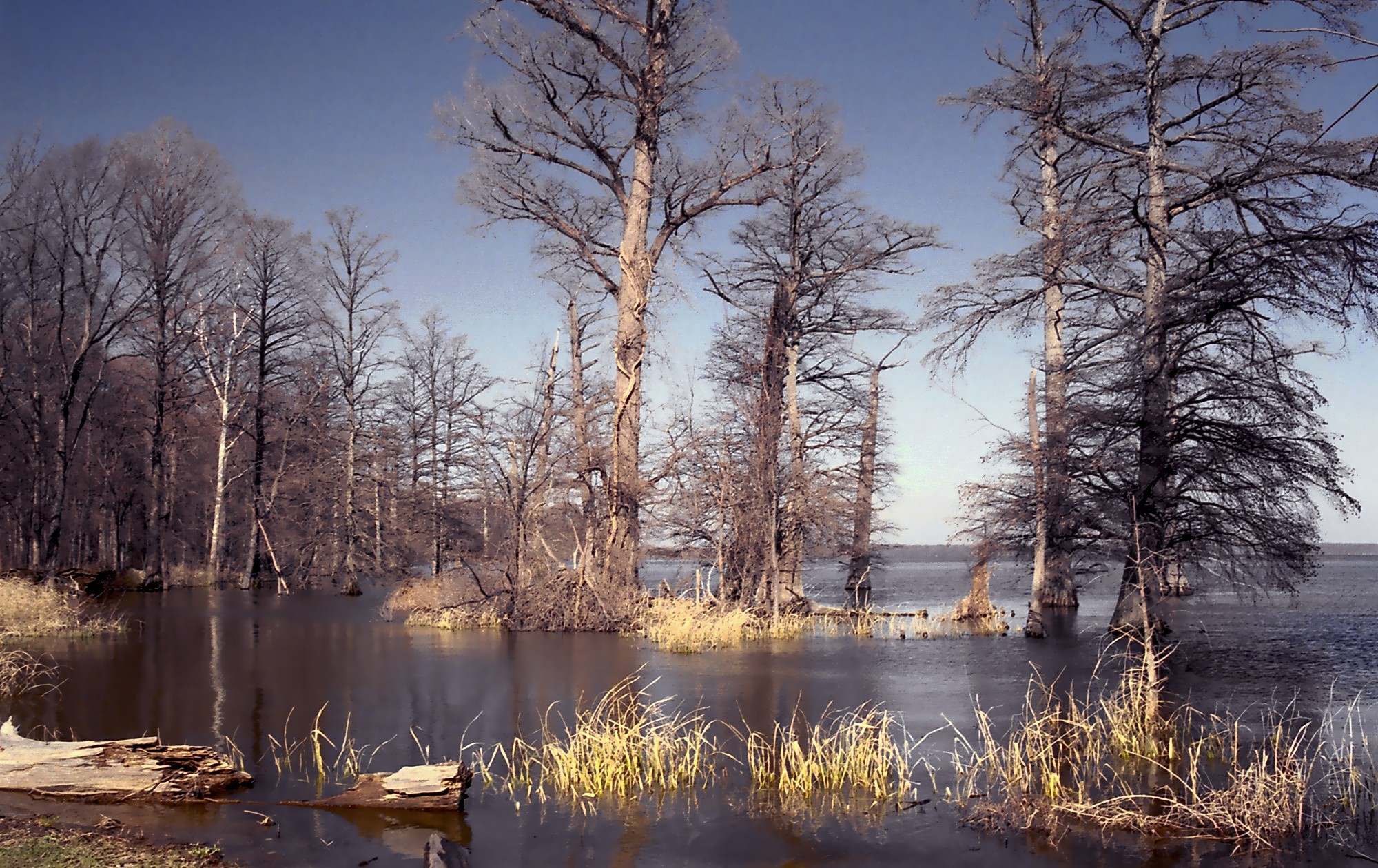
Lago Reelfoot

Peay destinou o Lago Reelfoot no Condado de Obion (que havia sido colocado sob o controle público em 1914, após uma longa e violenta disputa) como uma reserva de caça e pesca em 1925. Esta reserva foi a base para o moderno Reelfoot Lake State Park. Peay criou a Comissão de florestas e parques estaduais do Tennessee, nesse mesmo ano convenceu o legislativo para a captação de $1,5 milhões para a compra de terras que formaram o Great Smoky Mountains National Park.

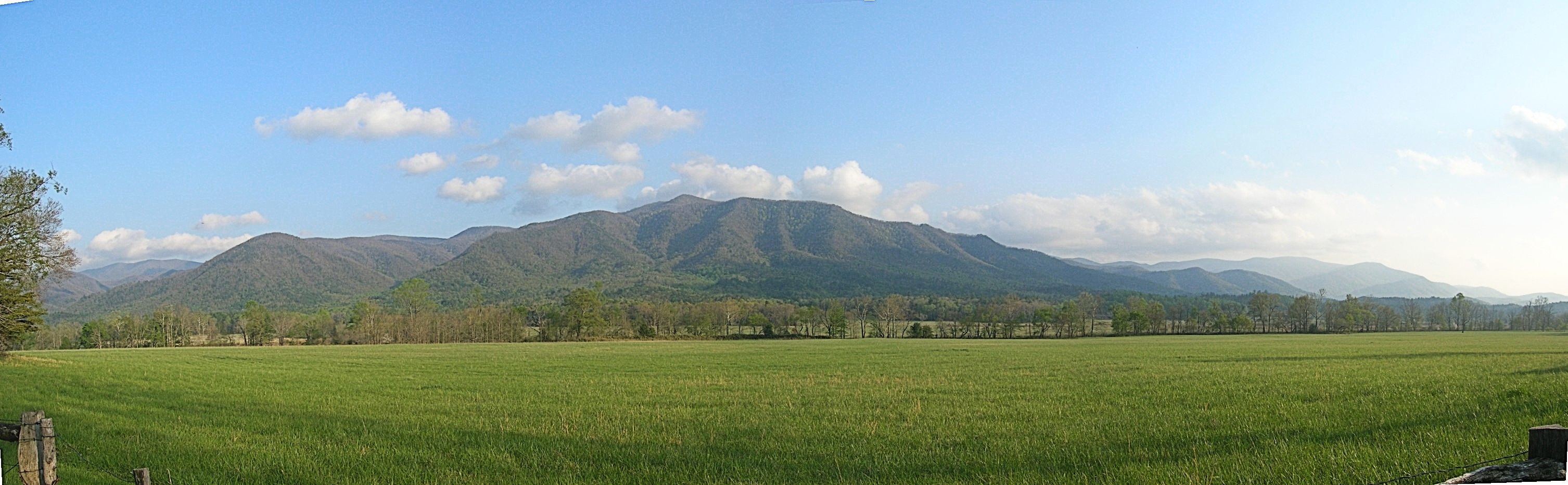
Great Smoky Mountains National Park

Em março de 1925 Peay assinou o ato de Butler, proibindo o ensino da teoria da evolução nas escolas do estado. Peay salientou que ele assinou a lei para protestar contra o declínio da religião nas escolas públicas, mas não acreditava que iria ser aplicada. Esta lei foi questionada naquele verão pelo professor John T. Scopes da cidade de Dayton, Tennessee perante a União Americana de liberdades civis no que ficou conhecido como o julgamento de Scopes. Este julgamento atraiu a atenção da mídia nacional (e questionamentos) para o estado.
No momento em que começou a disputa para governador de 1926, as reformas de Peay trouxeram insatisfação para numerosos membros de seu próprio partido. Crump, o chefe político de Nashville Hilary Howse e até mesmo seu antigo apoiador, Saunders, todos tinham se voltado contra ele e tinham direcionado seu apoio para Hill McAlister, que prometeu desfazer as reformas de Peay e descentralizar o governo. Respondendo à crescente oposição, Peay simplesmente declarou, "Crump não pode bater-me". Embora ele perdesse no Condado de Shelby e no Condado de Davidson, Peay obteve apoio do leste Tennessee e surpreendeu Crump e seus aliados ao derrotar McAlister por 7.000 votos para nomeação do partido. Nas eleições gerais, ele derrotou facilmente o candidato republicano Walter White.
Logo após o início de seu terceiro mandato, Peay começou a sofrer de uma doença cardíaca. Ele continuou a trabalhar, no entanto, tendo vetado um projeto de lei que concedia bônus para ao legislativo estadual. Quando o legislativo anulou seu veto, ele processou o legislativo como um cidadão particular para impedir que a medida fosse decretada. Sua saúde continuou a diminuir, então ele morreu de uma hemorragia cerebral na tarde de 2 de outubro de 1927. Ele foi enterrado no cemitério Greenwood em sua cidade natal de Clarksville.

## Legado
Anos após sua morte, a administração de Peay é lembrada principalmente pelo julgamento de Scopes. Nos últimos anos, teve melhorada a sua reputação. Uma enquete de 1981 entre cinquenta e dois historiadores do Tennessee que classificou os governadores do estado em capacidade, realizações e sentido de estado, colocou Austin Peay no topo, ligeiramente à frente do icônico governador John Sevier.
Em sua homenagem foram denominadas a Austin Peay State University, que ele havia autorizado enquanto governador, uma ponte sobre o Rio de Cumberland (já demolida) no Condado de Jackson e uma rodovia no oeste de Tennessee.

## Família
Peay casou-se com a Sallie Hurst em 1895. Eles tiveram dois filhos. O pai de Peay, o avô, o filho, o neto e o bisneto, todos são nomeados "Austin Peay".

## Fonte da tradução
- Este artigo foi inicialmente traduzido, total ou parcialmente, do artigo da Wikipédia em inglês cujo título é «Austin Peay».